# پارونوفکا
پارونوفکا (به لاتین: Parunovka) یک منطقهٔ مسکونی در روسیه است که در استان آمور واقع شده‌است.